# Serie 432 de Renfe
La Serie 432 de Renfe apodados obispos y conocidos como Electrotrén, comenzó a funcionar en el año 1971. Este tren apareció por el éxito de los TER —con el que guardaba un gran parecido externo— y pretendía ofrecer ese mismo concepto de tren autónomo pero en versión eléctrica, con las mejoras de velocidad y aceleración que el motor eléctrico ofrecería al tren. La concepción del tren buscada era la de una unidad autónoma que no necesitase una máquina y coches, estos trenes tienen en uno de sus coches los motores y en ambos extremos una cabina de conducción, además sumando a esto la posibilidad de unir 3 unidades en mando múltiple, las maniobras de enganche y desenganche en las estaciones se reduce notablemente.
Inicialmente estos trenes estuvieron destinados a servicios de larga distancia (Diurno) aunque con el paso del tiempo y la llegada de series renovadas de este mismo concepto de tren, los electrotrenes 444 y 448, estos trenes han terminado siendo destinados a servicios de Media Distancia.
Esta serie de la que solicitaron un total de 20 unidades, entregadas entre 1971 y 1973, unía las principales líneas electrificadas. Al haber zonas del país con diferentes electrificaciones, estos electrotrenes se construyeron con un sistema bitensión que funciona a 3 kV/CC y a 1,5 kV/CC. Con una potencia de 1160 kW, la velocidad máxima de estos trenes es de 140 km/h.
El 27 de mayo de 2010 fueron sustituidas por unidades de la serie 470 de Renfe en la mayoría de sus rutas.  Las últimas unidades en funcionamiento estuvieron asignadas a la base de la estación de Miranda de Ebro y unían principalmente localidades que se encontraban entre Valladolid, Miranda de Ebro y Zaragoza (por Logroño y Pamplona). El automotor 432.012 está preservado en León por la Asociación Leonesa de Amigos del Ferrocarril (ALAF).

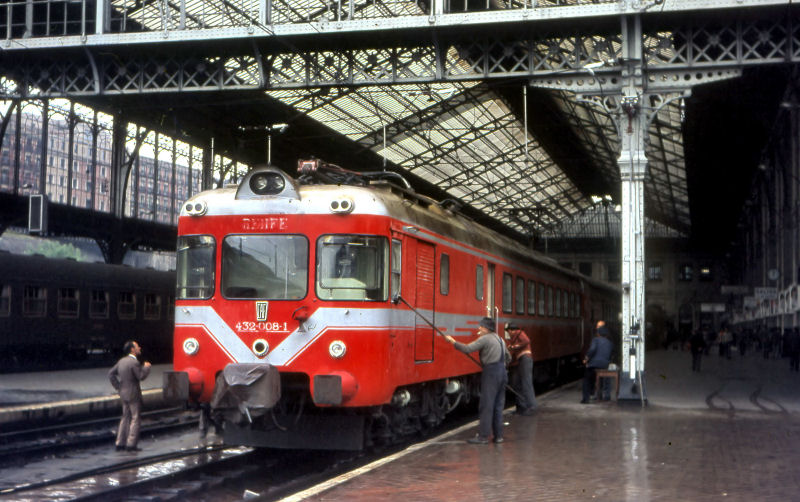
Obispo con los colores originales en la Estación del Norte (Madrid)
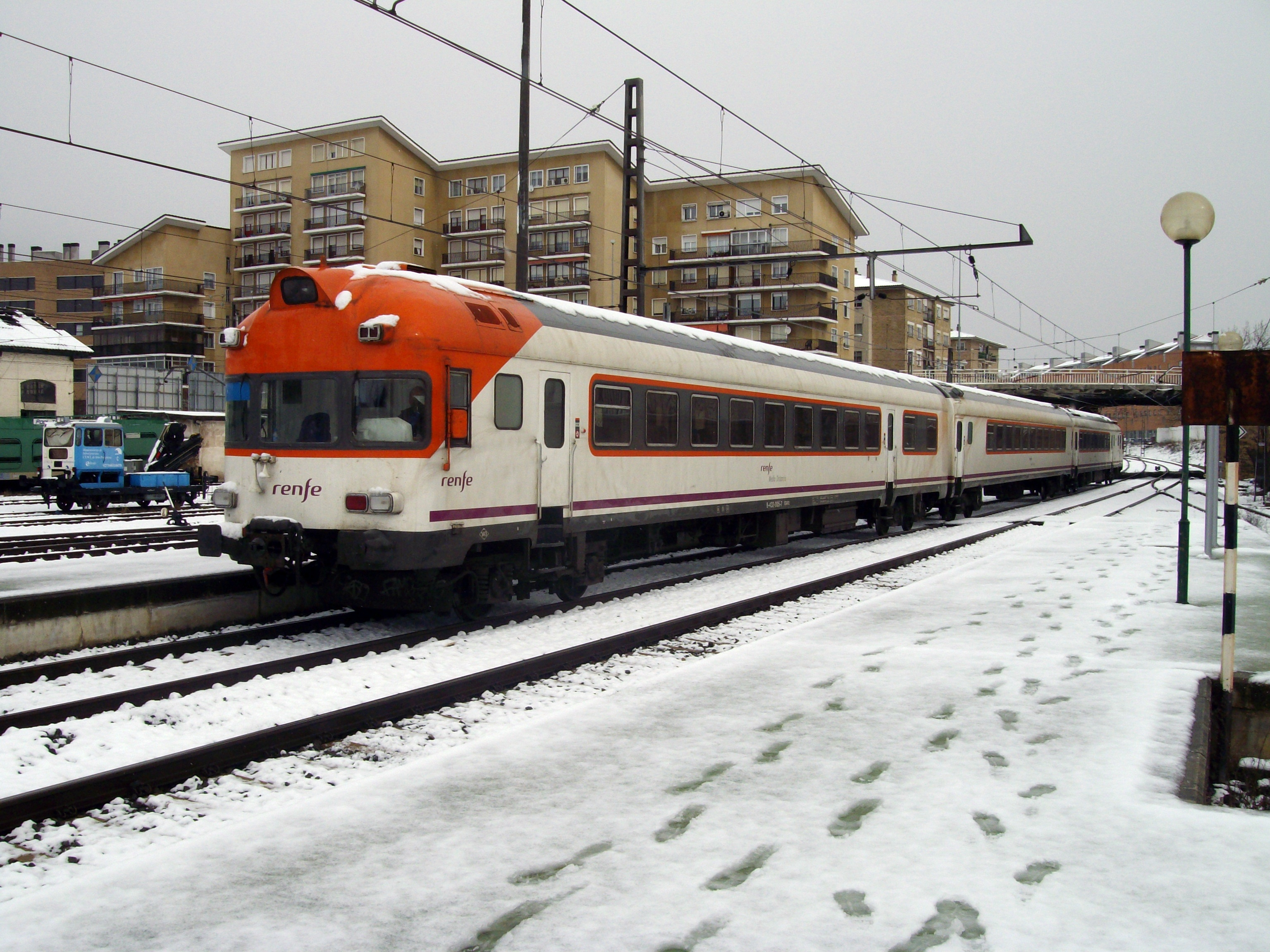
automotor 432 en la estación de Pamplona
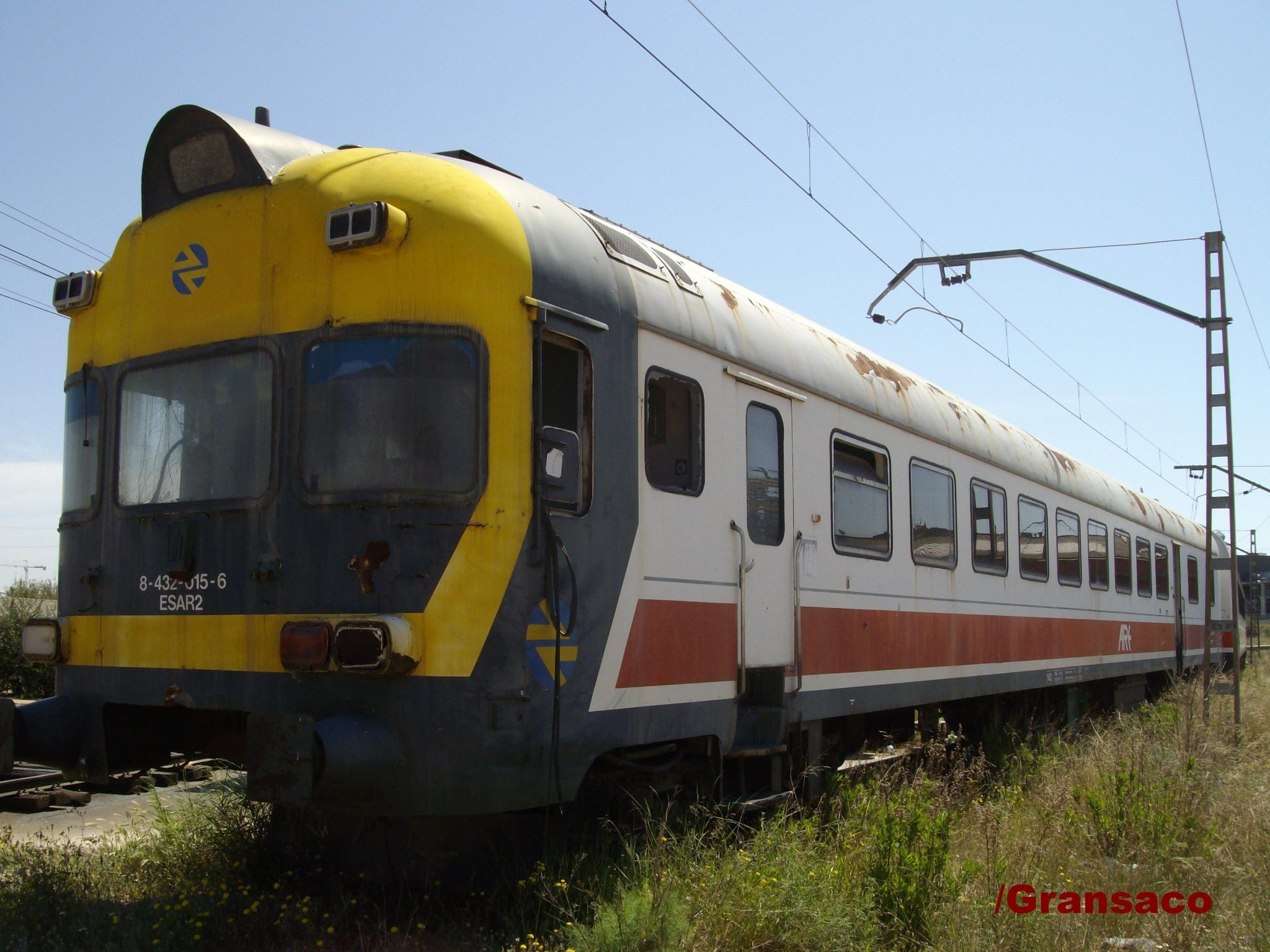
automotor 432 con la antigua decoración de Regionales Renfe.